# Mont-Saint-Jean (Belgique)
Pour les articles homonymes, voir Mont-Saint-Jean.
Mont-Saint-Jean est un lieu-dit situé à cheval sur les communes belges de Braine-l'Alleud, de Waterloo, au carrefour des routes Nivelles-La Hulpe et Charleroi-Bruxelles.

## Origine du nom
Le nom du lieu-dit provient de la ferme de Mont-Saint-Jean au travers de l'appellation "maison Saint-Jean" avec maison faisant référence à l'établissement hospitalier de l'ordre de Saint-Jean.
Ce carrefour a été la barrière d'octroi n° 4 en Brabant sur la route de Bruxelles vers Trèves. La perception se faisait au débouché de la route de Nivelles.

## Bataille de Waterloo
La ferme de Mont-Saint-Jean, située à quelques centaines de mètres de la Butte du Lion, servit d'hôpital de campagne aux troupes anglaises le 15 juin 1815, lors de la bataille de Waterloo.
La bataille de Waterloo a été appelée « Bataille de Mont-Saint-Jean » par Napoléon pour sa proximité avec ce lieu-dit.

## Victor Hugo
Victor Hugo acheva de rédiger son roman Les Misérables dans sa chambre de l'Hôtel des Colonnes, située au-dessus de la porte d'entrée principale. Ce bâtiment — au carrefour de la N5 et N27 — a été démoli en 1963. La balustrade du balcon de sa chambre est conservée au Musée du Caillou, dernier QG de Napoléon.

## Commerces
Plusieurs grandes surfaces sont situées à Mont-Saint-Jean dont un hypermarché Carrefour, construit sur les anciennes terres du château Cheval qui fut démoli en février 1966.

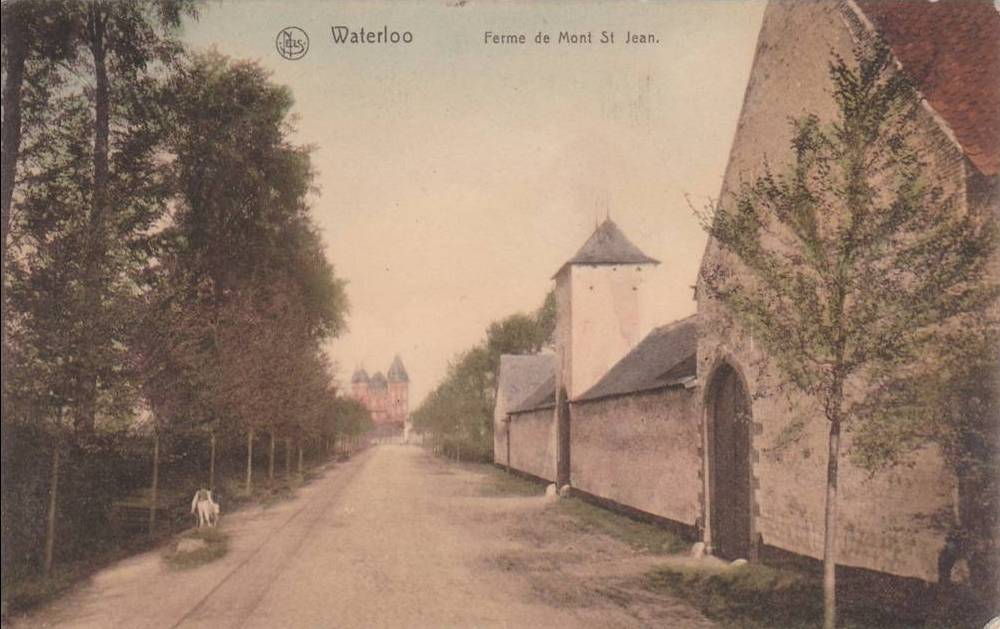
La ferme de Mont-Saint-Jean et le château Cheval (au fond)
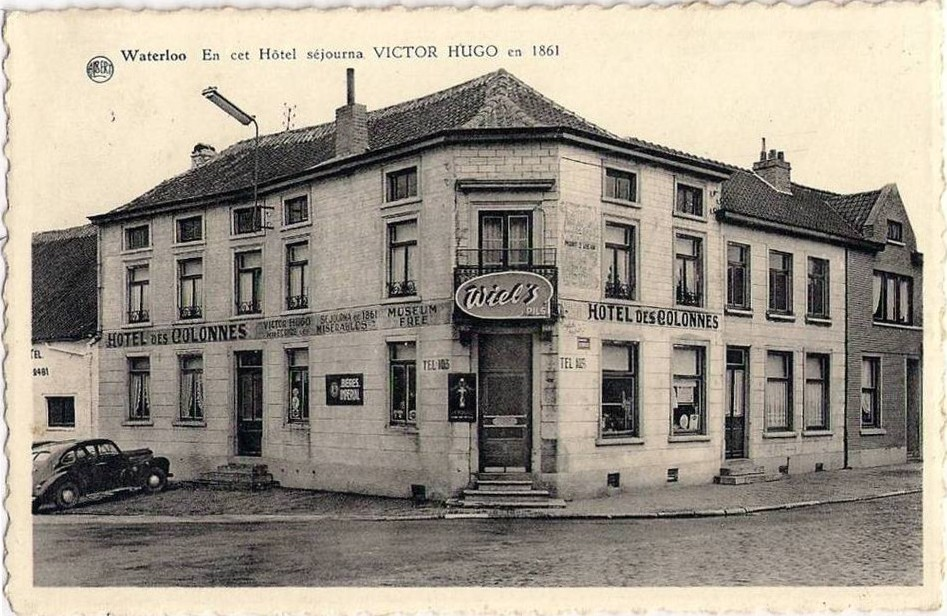
Hôtel des Colonnes au carrefour de Mont-Saint-Jean où Victor Hugo séjourna en mai-juin 1860
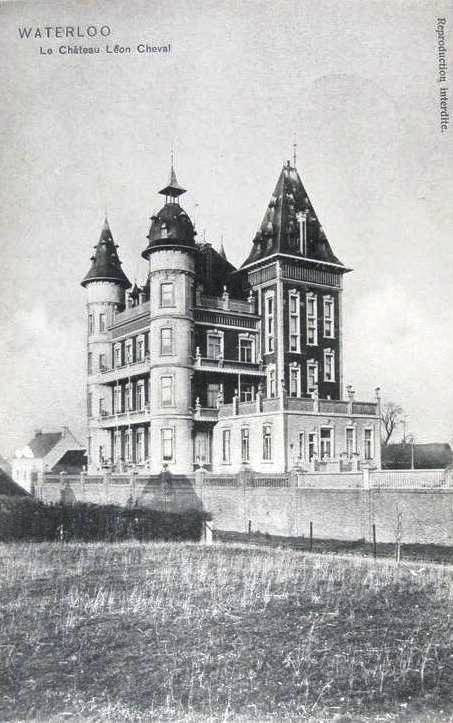
Le château de l'industriel Léon Cheval. Démoli en 1966